# Brain-sur-Allonnes
Pour les articles homonymes, voir Brain.
Brain-sur-Allonnes est une commune française située dans le département de Maine-et-Loire, en région Pays de la Loire.

## Géographie

### Localisation
Commune angevine du val d'Authion, Brain-sur-Allonnes se situe au nord-est d'Allonnes, sur la route D 85, La Breille-les-Pins / Varennes-sur-Loire, et à proximité de l’autoroute A85.
La commune est traversée par l'Authion et se situe dans le parc naturel régional Loire-Anjou-Touraine.

### Climat
Pour des articles plus généraux, voir Climat des Pays de la Loire et Climat de Maine-et-Loire.
En 2010, le climat de la commune est de type climat océanique altéré, selon une étude du CNRS s'appuyant sur une série de données couvrant la période 1971-2000. En 2020, Météo-France publie une typologie des climats de la France métropolitaine dans laquelle la commune est exposée à un climat océanique et est dans la région climatique Moyenne vallée de la Loire, caractérisée par une bonne insolation (1 850 h/an) et un été peu pluvieux.
Pour la période 1971-2000, la température annuelle moyenne est de 12,2 °C, avec une amplitude thermique annuelle de 14,7 °C. Le cumul annuel moyen de précipitations est de 668 mm, avec 11,3 jours de précipitations en janvier et 6,1 jours en juillet. Pour la période 1991-2020, la température moyenne annuelle observée sur la station météorologique de Météo-France la plus proche, sur la commune de Saint-Nicolas-de-Bourgueil à 5 km à vol d'oiseau, est de 12,5 °C et le cumul annuel moyen de précipitations est de 612,8 mm,. Pour l'avenir, les paramètres climatiques de la commune estimés pour 2050 selon différents scénarios d'émission de gaz à effet de serre sont consultables sur un site dédié publié par Météo-France en novembre 2022.

## Urbanisme

### Typologie
Au 1er janvier 2024, Brain-sur-Allonnes est catégorisée bourg rural, selon la nouvelle grille communale de densité à sept niveaux définie par l'Insee en 2022.
Elle est située hors unité urbaine. Par ailleurs la commune fait partie de l'aire d'attraction de Saumur, dont elle est une commune de la couronne,. Cette aire, qui regroupe 31 communes, est catégorisée dans les aires de 50 000 à moins de 200 000 habitants,.

### Occupation des sols
L'occupation des sols de la commune, telle qu'elle ressort de la base de données européenne d’occupation biophysique des sols Corine Land Cover (CLC), est marquée par l'importance des territoires agricoles (50 % en 2018), en diminution par rapport à 1990 (51,4 %). La répartition détaillée en 2018 est la suivante : 
forêts (44,5 %), zones agricoles hétérogènes (30,3 %), terres arables (10,7 %), prairies (8,7 %), zones urbanisées (3,4 %), milieux à végétation arbustive et/ou herbacée (2 %), cultures permanentes (0,4 %). L'évolution de l’occupation des sols de la commune et de ses infrastructures peut être observée sur les différentes représentations cartographiques du territoire : la carte de Cassini (XVIIIe siècle), la carte d'état-major (1820-1866) et les cartes ou photos aériennes de l'IGN pour la période actuelle (1950 à aujourd'hui).

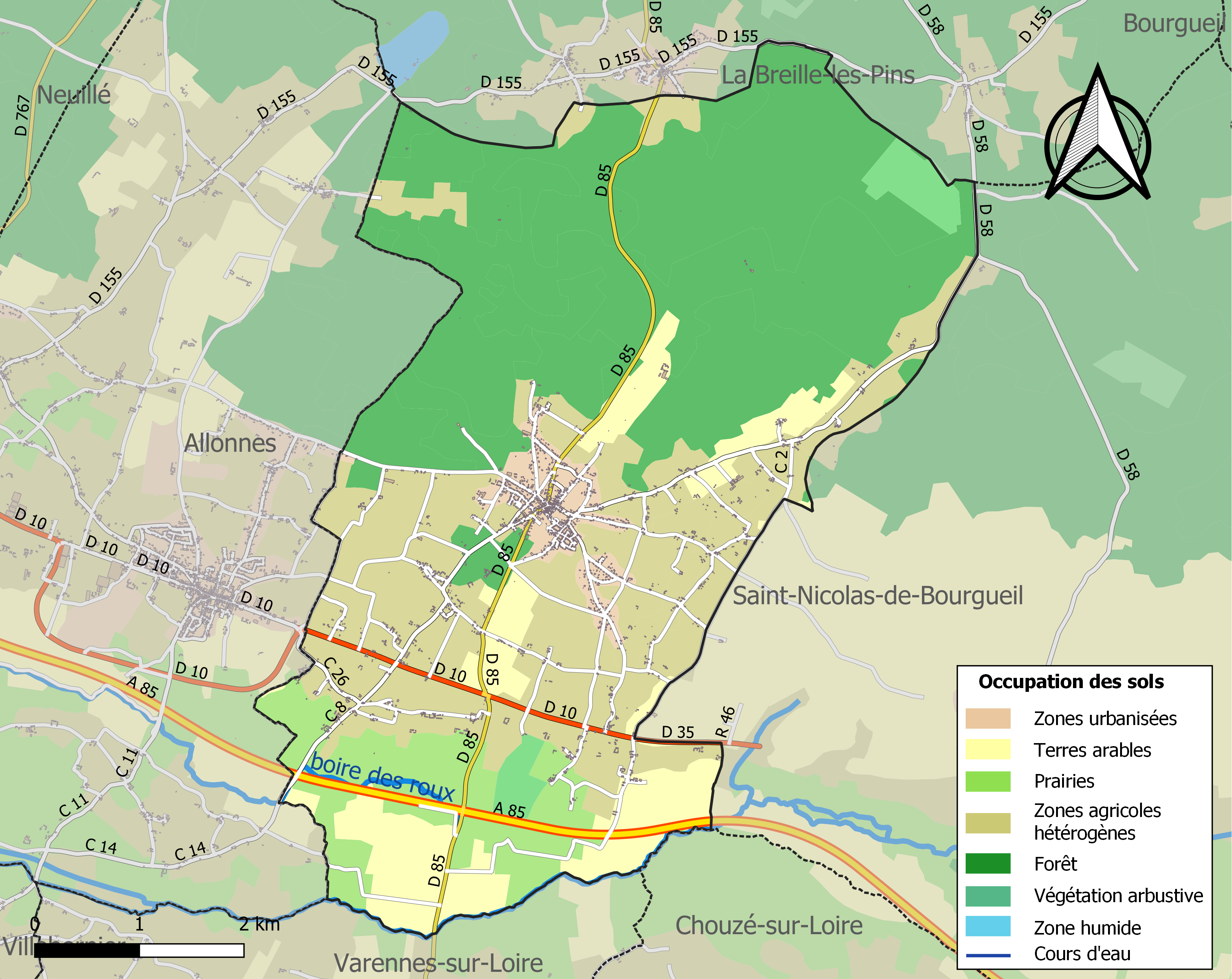
Carte des infrastructures et de l'occupation des sols de la commune en 2018 (CLC).

## Toponymie
Villam Brennoldem en 1025.

## Histoire
Au XVIIIe siècle, Brain dépend de l'élection de Saumur, en 1788 du district de Saumur.
Pendant la Première Guerre mondiale, 40 habitants perdent la vie. Lors de la Seconde Guerre mondiale, deux habitants sont tués.

## Politique et administration

### Administration municipale
| Période                                  | Période                   | Identité                          | Étiquette | Qualité                                                                          |
| ---------------------------------------- | ------------------------- | --------------------------------- | --------- | -------------------------------------------------------------------------------- |
| 24 janvier 1790                          |                           | Urbain Hubert                     |           |                                                                                  |
| 21 novembre 1790                         |                           | Jean Maignan                      |           |                                                                                  |
| 13 novembre 1791                         |                           | Félix Champneuf                   |           |                                                                                  |
| 12 août 1792                             |                           | Simon Lemesle                     |           |                                                                                  |
| 1797                                     |                           | Haye l'aîné                       |           | président de l'Administration municipale                                         |
| 1798                                     |                           | Roger                             |           | président de l'Administration municipale                                         |
| 1800                                     |                           | Charles-Jean Roberdeau            |           |                                                                                  |
| 1801                                     |                           | Louis Allain                      |           |                                                                                  |
| 1804                                     |                           | F. Champneuf                      |           |                                                                                  |
| 1808                                     |                           | Joseph-Marie Gigault de Marconnay |           | propriétaire du château de La Coutancière                                        |
| 1815                                     |                           | Michel-Louis Bruors               |           |                                                                                  |
| 1821                                     |                           | Joseph Thibaut-Persac             |           |                                                                                  |
| 1824                                     |                           | Louis Gigault de Marconnay        |           |                                                                                  |
| 1835                                     |                           | Étienne-Michel Caillière          |           |                                                                                  |
| 1852                                     |                           | Eugène-Sincère Segris             |           |                                                                                  |
| 1865                                     |                           | Charles-Michel-Pierre Bruas       |           |                                                                                  |
| 1892                                     |                           | Arthur Guéret                     |           |                                                                                  |
| 1896                                     |                           | Anatole de Marconnay              |           |                                                                                  |
| 1900                                     |                           | Leclerc de Lesseville             |           |                                                                                  |
| 1912                                     |                           | Eugène Milsonneau                 |           |                                                                                  |
| 1929                                     |                           | Alcide Mitonneau                  |           |                                                                                  |
| 1953                                     | mars 1956 (décès)         | Octave Boureau                    |           | ancien cultivateur                                                               |
| 1956                                     | mars 1989                 | Louis Dudé                        |           | agriculteur                                                                      |
| mars 1989                                | juin 1995                 | Georges Chevé                     |           |                                                                                  |
| juin 1995                                | mars 2008                 | Robert Taveau                     | DVD       | secrétaire de mairie retraité vice-président de la CA Saumur Loire Développement |
| mars 2008                                | En cours (au 24 mai 2020) | Yves Boucher,                     | DVD       | retraité de l'industrie                                                          |
| Les données manquantes sont à compléter. |                           |                                   |           |                                                                                  |

### Intercommunalité
La commune est membre de la communauté d'agglomération Saumur Val de Loire.

### Autres circonscriptions
Jusqu'en 2014, Brain-sur-Allonnes fait partie du canton d'Allonnes et de l'arrondissement de Saumur. Ce canton compte alors sept communes. Dans le cadre de la réforme territoriale, un nouveau découpage territorial pour le département de Maine-et-Loire est défini par le décret du 26 février 2014. La commune est alors rattachée au canton de Longué-Jumelles, avec une entrée en vigueur au renouvellement des assemblées départementales de 2015.

## Population et société

### Démographie

#### Évolution démographique
L'évolution du nombre d'habitants est connue à travers les recensements de la population effectués dans la commune depuis 1793. Pour les communes de moins de 10 000 habitants, une enquête de recensement portant sur toute la population est réalisée tous les cinq ans, les populations de référence des années intermédiaires étant quant à elles estimées par interpolation ou extrapolation. Pour la commune, le premier recensement exhaustif entrant dans le cadre du nouveau dispositif a été réalisé en 2004.

En 2022, la commune comptait 2 078 habitants, en évolution de +5,32 % par rapport à 2016 (Maine-et-Loire : +2,12 %, France hors Mayotte : +2,11 %).
| 1793  | 1800  | 1806  | 1821  | 1831  | 1836  | 1841  | 1846  | 1851  |
| ----- | ----- | ----- | ----- | ----- | ----- | ----- | ----- | ----- |
| 1 500 | 1 561 | 1 464 | 1 535 | 1 565 | 1 604 | 1 574 | 1 533 | 1 538 |

| 1856  | 1861  | 1866  | 1872  | 1876  | 1881  | 1886  | 1891  | 1896  |
| ----- | ----- | ----- | ----- | ----- | ----- | ----- | ----- | ----- |
| 1 471 | 1 480 | 1 405 | 1 345 | 1 334 | 1 260 | 1 293 | 1 302 | 1 224 |

| 1901  | 1906  | 1911  | 1921  | 1926  | 1931  | 1936  | 1946  | 1954  |
| ----- | ----- | ----- | ----- | ----- | ----- | ----- | ----- | ----- |
| 1 280 | 1 295 | 1 186 | 1 076 | 1 099 | 1 084 | 1 051 | 1 146 | 1 270 |

| 1962  | 1968  | 1975  | 1982  | 1990  | 1999  | 2004  | 2006  | 2009  |
| ----- | ----- | ----- | ----- | ----- | ----- | ----- | ----- | ----- |
| 1 289 | 1 366 | 1 485 | 1 708 | 1 801 | 1 793 | 1 818 | 1 848 | 2 010 |

| 2014  | 2019  | 2022  | - | - | - | - | - | - |
| ----- | ----- | ----- | - | - | - | - | - | - |
| 1 981 | 2 039 | 2 078 | - | - | - | - | - | - |

#### Pyramide des âges
La population de la commune est relativement jeune.
En 2018, le taux de personnes d'un âge inférieur à 30 ans s'élève à 34,7 %, soit en dessous de la moyenne départementale (37,2 %). À l'inverse, le taux de personnes d'âge supérieur à 60 ans est de 29,5 % la même année, alors qu'il est de 25,6 % au niveau départemental.
En 2018, la commune comptait 997 hommes pour 1 024 femmes, soit un taux de 50,67 % de femmes, légèrement inférieur au taux départemental (51,37 %).
Les pyramides des âges de la commune et du département s'établissent comme suit.
| Hommes | Classe d’âge | Femmes |
| ------ | ------------ | ------ |
| 1,2    | 90 ou +      | 1,3    |
| 7,9    | 75-89 ans    | 11,6   |
| 17,8   | 60-74 ans    | 19,2   |
| 20,2   | 45-59 ans    | 18,1   |
| 17,0   | 30-44 ans    | 16,4   |
| 14,6   | 15-29 ans    | 12,7   |
| 21,4   | 0-14 ans     | 20,8   |

| Hommes | Classe d’âge | Femmes |
| ------ | ------------ | ------ |
| 0,9    | 90 ou +      | 2,1    |
| 7      | 75-89 ans    | 9,5    |
| 16,2   | 60-74 ans    | 16,9   |
| 19,4   | 45-59 ans    | 18,7   |
| 18,2   | 30-44 ans    | 17,5   |
| 18,8   | 15-29 ans    | 17,6   |
| 19,5   | 0-14 ans     | 17,6   |

## Économie
Sur 147 établissements présents sur la commune à fin 2010, 36 % relèvent du secteur de l'agriculture (pour une moyenne de 17 % dans le département), 4 % du secteur de l'industrie, 15 % du secteur de la construction, 35 % de celui du commerce et des services et 10 % du secteur de l'administration et de la santé. Cinq ans plus tard, en 2015, sur les 148 établissements présents, 21 % relèvent du secteur de l'agriculture (pour une moyenne de 11 % sur le département), 5 % du secteur de l'industrie, 14 % de celui de la construction, 49 % du secteur du commerce et des services et 10 % de celui de l'administration et de la santé.

## Culture locale et patrimoine

### Lieux et monuments
- Le château de La Coutancière.

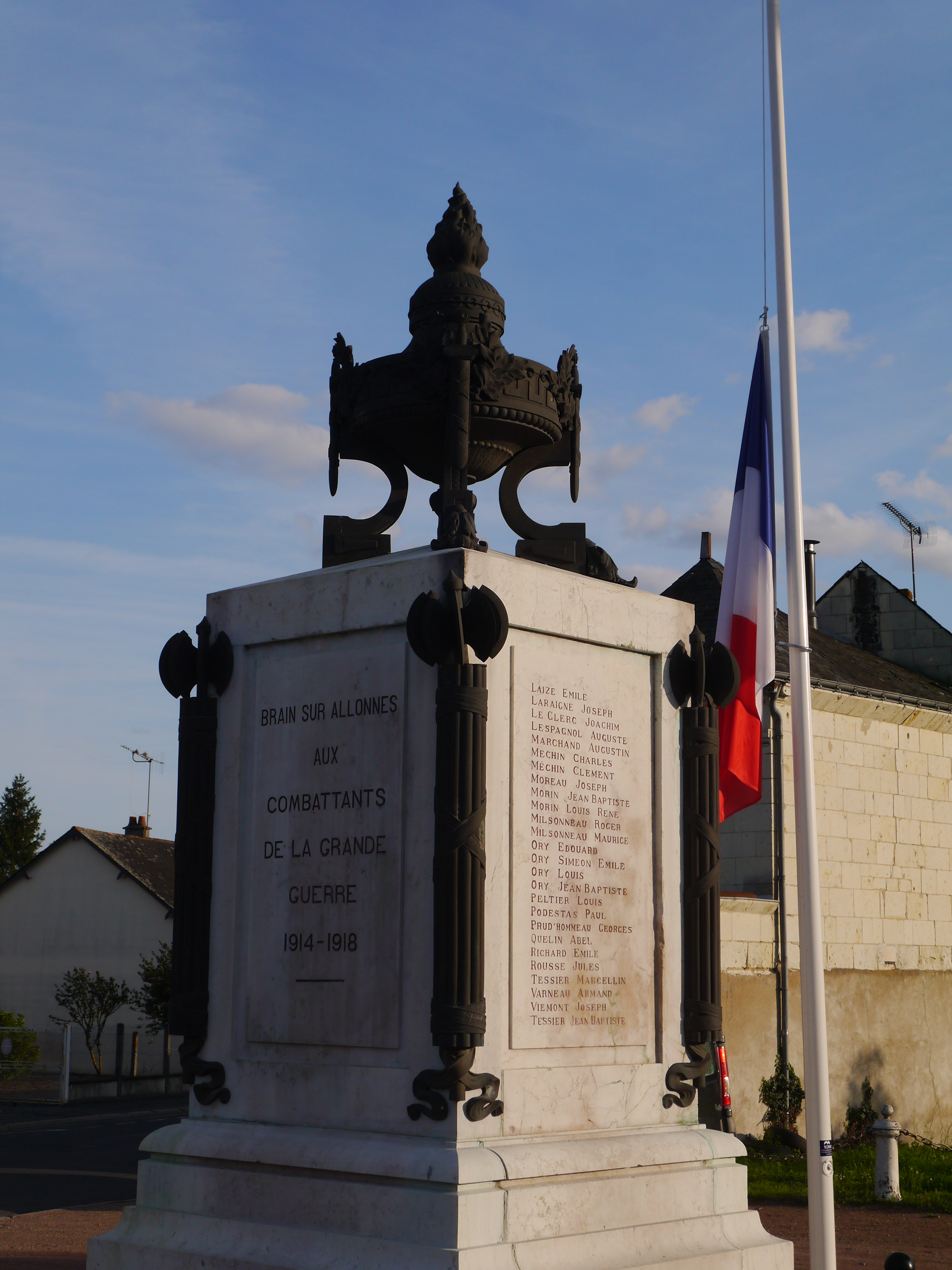
Le monument aux morts.

- Site de fouilles d'une maison forte du XIVe siècle, site archéologique de la Cave Peinte[29]. Le site est initialement dit de la Chevalerie de Sacé, avant de fermer en 2018. Il est ensuite repris par la commune[30].
- L'église Saint-Maurille.
- Le jardin botanique médiéval Rémy-Boucher, avec plus de 700 espèces et variétés cultivées à l'époque médiévale[31].
- Musée d'histoire et archéologie, renfermant une collection de carreaux de pavage du XIVe siècle ainsi que des objets de la préhistoire jusqu'à nos jours[32].

### Personnalités liées à la commune
- Arsène Alexandre (1859-1937), critique d'art, mort dans la commune.